# Сторожев Яків Васильович
Яків Васильович Сторожев (17 березня 1911, місто Маріуполь Катеринославської губернії, тепер Донецької області — 16 березня 1988, місто Москва) — радянський діяч, журналіст, 2-й секретар ЦК КП Узбекистану, головний редактор журналу «Партийная жизнь». Кандидат у члени ЦК ВКП(б) у 1939—1952 роках.

## Життєпис
Народився 4(17) березня 1911 року в родині робітника. З листопада 1922 по серпень 1926 року — учень вальцівника державного млина в місті Маріуполі. У 1925 році вступив до комсомолу.
З серпня 1926 по липень 1929 року — учень школи фабрично-заводського навчання в місті Полтаві.
У липні — жовтні 1929 року — вальцівник державного млина в місті Маріуполі.
З жовтня 1929 по березень 1930 року — учень Московського борошномельного технікуму в Москві.
З березня 1930 по лютий 1931 року — голова заводського комітету (завкому) комбінату тресту «Союзмука» в Маріуполі.
Член ВКП(б) з липня 1930 року.
У лютому 1931 — лютому 1932 року — заступник директора комбінату тресту «Союзмука» в Маріуполі. У березні — серпні 1932 року — заступник директора комбінату тресту «Союзмука» в місті Барвінкове Харківської області. У серпні 1932 — січні 1933 року — директор державного млина № 8 в місті Вовчанську Харківської області. У січні — червні 1933 року — директор державного млина № 10 на станції Краснополівка Південної залізниці Харківської області. У червні — жовтні 1933 року — директор комбінату тресту «Союзмука» на станції Ново-Санжари Південної залізниці Харківської області.
У 1933 році закінчив два курси заочного відділення Української Промислової академії постачання в Києві.
З жовтня 1933 по березень 1934 року — червоноармієць 16-го Московсько-Казанського полку ОДПУ.
У березні 1934 — грудні 1935 року — директор Маріупольського хлібозаводу № 1 Донецької області.
У 1935 році закінчив дворічний вечірній комуністичний вуз у Маріуполі.
З січня по листопад 1936 року — інструктор відділу культурно-освітньої роботи Маріупольського міського комітету КП(б)У. З листопада 1936 по грудень 1937 року — завідувач відділу культурно-освітньої роботи, з грудня 1937 по травень 1938 року — 1-й секретар Октябрского районного комітету КП(б)У міста Маріуполя Донецької області.
У травні — червні 1938 року — 1-й секретар Артемівського міського комітету КП(б)У Донецької області.
У червні — грудні 1938 року — завідувач відділу керівних партійних органів Сталінського обласного комітету КП(б)У.
З грудня 1938 по березень 1939 року — відповідальний організатор відділу керівних партійних органів ЦК ВКП(б) у Москві.
У березні 1939 — 19 січня 1940 року — 2-й секретар ЦК КП(б) Узбекистану.
У січні — травні 1940 року — завідувач відділу радянських органів Управління кадрів ЦК ВКП(б) у Москві.
З травня 1940 по 2 серпня 1946 року — заступник завідувача організаційно-інструкторського відділу ЦК ВКП(б).
З вересня 1946 по травень 1950 року — інспектор ЦК ВКП(б).
З 10 липня 1948 по серпень 1954 року — заступник завідувача відділу партійних, профспілкових і комсомольських органів ЦК КПРС. З серпня 1954 по вересень 1956 року — заступник завідувача відділу партійних органів ЦК КПРС.
З вересня 1956 по березень 1961 року — головний редактор журналу «Партийная жизнь» у Москві.
З березня 1961 року — на пенсії в Москві, персональний пенсіонер союзного значення. Помер 16 березня 1988 року, похований на Кунцевському цвинтарі.

## Нагороди та відзнаки
- ордени
- медалі